# Католицизъм в България
Католицизмът е четвъртото по численост (38 709) вероизповедание в България след православното християнство (4 091 780), исляма (638 708) и протестантството (евангелското християнство – 69 852)

## Организация и статистика
Католическата църква в България има два обреда:
- западен (наричан още латински или римокатолически) обред – две епархии:
  - Софийско-пловдивска епархия (на латински: Dioecesis Sophiae et Philippopolis), обхващаща Южна България, с епископ Георги Йовчев; катедрала: „Свети Лудвиг“ в Пловдив, конкатедрала „Свети Йосиф“ в София
  - Никополска епархия (на латински: Dioecesis Nicopolitanus), обхващаща Северна България, с епископ Страхил Каваленов; катедрала: „Свети Павел от Кръста“ в Русе

- източен (наричан също византийско-славянски) обред Църква на съединените с Рим българи, с една епархия
  - Софийска епархия, обхващаща цялата страна със седалище София с епископ Христо Пройков; катедрала: „Успение Богородично“

В англоезичната литература католиците по източния обред понякога са наричани гръкокатолици, а в българската – униати.
Общите проблеми на вярата и на Българската католическа църква се решават от Епископска конференция, в която участват епископите, а неин председател е епископ Христо Пройков, Апостолически екзарх. В България конференцията носи името Междуритуална епископска конференция в България и има седалище в София, на улица „Оборище“ 5.

## История
През вековете интересите на много религии са се сблъсквали на българските земи. Едната от тях е католицизмът. Тези интереси са били използвани умело от видни български водачи за постигане на национални каузи – независимост, защита на българската идентичност и територии.

### Средновековие
През 864 година България приема като държавна религия християнството от Константинополската патриаршия. Запазена е и обширна кореспонденция на българския покръстител княз Борис I и с папа Николай I. По това време между източното и западното християнство има вече сериозни догматични разногласия, но разделението между Рим и Константинопол ще стане факт близо два века по-късно с Велика схизма от 1054 г.
През 1204 г. цар Калоян сключва уния с Римската църква и папа Инокентий III изпраща палиум (знак за пълномощията на духовния им сан) до българските архиепископи и епископи. Всички български епископии стават диоцез на Римокатолическата църква. През 1235 г. на всеправославния събор в Лампсак при царуването на Иван Асен II унията с папата е разтурена и Българската църква се завръща в лоното на православието, а папските епископии остават да действат формално като титулярни.
През 1366 година Унгария за кратко завладява Видинско и през следващите години се прави опит за масово налагане на католицизма в региона, но след оттеглянето на унгарците през 1369 година местните църкви се връщат към православието. Запазва се католическата общност в Чипровци, вероятно съществувала и преди това, поради присъствието там на немскоезични специалисти в минното дело. Активна роля през този период играят францисканци от Босна, които развиват мисионерска дейност и във Влашко. През 1366 г. босненски францисканци-монаси донасят със себе си в България копие от чудотворната иконата „Света Богородица от Олово“, което по-късно ще стане известно като „Света Богородица Чипровска“. Около 1380 година е създадена Българска кустодия, отговорна за областите от двете страни на Дунав, център на чиято дейност става Чипровци.

### Османски период
Дейността на Католическата църква по българските земи се активизира след 1565 година, когато на обиколка там е изпратен архиепископ Амброзий. През 1601 година босненският францисканец Петър Солинат става първи софийски епископ, като фактическото му седалище е в Чипровци. С неговите усилия през 1620 г. е възстановена прекъсналата дейността си Българска кустодия, първоначално оглавена от Григорий Визич. През 1621 г. на обиколка е изпратен папският пратеник Петър Мазреку, по чиято инициатива в Чипровци е създадено католическо средно училище.
Според Никола Милев мисионерската работа на францисканците от постоянно действащата мисия по българските земи е съгласно общите постановления за разпространението на вярата от Трентския събор (1545 – 1563) и е насочена главно към „три вероизповедни елемента“:
- Католиците от Северозападна България в Чипровец, Копиловец, Железна и Клисура, наследници на саксонски колонисти – рудари, както и тия от дубровнишките колонии по големите градове из българските владения на Османската империя
- Павликяните по течението на река Осъм от Дунава до Стара планина и от двете страни на река Стряма в Пловдивско.
- Едва накрая православното множество, тъй като според мнението на ранните мисионери православните са по-големи врагове на католиците и от мюсюлманите, а спрямо последните дори опитът за обръщането им в католицизма носел смъртна опасност

Обръщането на павликяните на север от Стара планина в католицизма започва малко преди 1610 г., а на тези на юг от 1623 г. и завършва за около 50 години и за едните, и за другите. В докладите на католическото духовенство от този период (1618 – 1680) се споменават поименно около 40 селища по тези земи (включително и големите градове), имащи отношение към католицизма.
През август 1641 г. в Чипровци е проведен църковен събор на българските католици, по чието решение църквите на дубровнишките търговци в страната също са подчинени на Българската кустодия. През следващата година, по предложение на епископ Петър Богдан, Софийската епископия е издигната в ранг на архиепископия, а през 1643 г. е създадена и нова Марцианополската архиепископия, обхващаща централната и източна част от Северна България и Молдова с постоянно седалище в Силистра. Последната първоначално е оглавена от Марко Бандулович, а като секретар и помощник на Бандулович за Молдова е назначен епископ Петър Парчевич. През 1648 г. по искане на ежегодния събор през предишната година, за нуждите на приелите католицизма павликяни в централната част на Дунавската равнина е създадена нова Никополска епископия, начело с Филип Станиславов. Никополската епархия също е обхващала католиците във Влашко.
На 1 март 1677 г. отец Стефан Княжевич е ръкоположен за Софийски архиепископ. Поради жестокото потушаване на Чипровското въстание хиляди католици са прогонени от родните си места. В писмо от 8 май 1689 г., Княжевич пише, че Чипровци в края на 1688 г. е бил напълно разорен. Католиците се преселват предимно на запад и на север, към области доминирани от християни. Два са били основните маршрути на бежанците съпровождани от въстаническите чети. Първият, през Стара планина на запад до Славония, изминали 600-те от дружината на Георги Пеячевич с още по-голям брой жени и деца. Може да се предположи, че са били общо около 1200 – 1800 души. Вторият, на север, през река Дунав във Влашко начело с архиепископ Стефан Княжевич и копиловчаните братя Никола и Гюра Качамага изминали по отчета на архиепископ Кнежевич 3000 души. Последните се заселват в областта Банат.
В областта Македония по това време съществува Скопската епархия, обхващаща в диоцеза си още от средновековието саксонски колонисти и дубровничани; титуляри на тази епархия били назначавани много преди идването на Солинат в България. През XVII век обаче в нея не се виждат процесите на разширение на католицизма, наблюдавани в новоучредените епархии в другите части на българските земи. Църквата тук остава да се основава на паството, което съставя нейната общност и в предишните векове. В общия план на административните преобразования и разширението из българските земи на Католическата църква през XVII век, като става дума за Македония, трябва да се има предвид и учредяването към 1650 г. на Охридската католическа архиепископия начело с архиепископ Рафаил Левакович, родом от Хърватско. Тази архиепископия обаче не просъществува дълго. През 1661 г. земите на архиепископията са отдадени под управлението на скопския архиепископ; тогава и останалият без епархия архиепископ Франческо Соймирович е назначен за управляващ Марцианополската, а малко по-късно, на Никополската епархия.

### XVIII-XIX век

#### Никополската епархия през XVIII-XIX век
Чипровското разорение нанася тежък и трудно преодолим удар върху католическата църква по българските земи. След въстанието до края на века за Никополската се споменават само двама духовници. Едва през 1721 г. става възможно да бъде назначен дубровничанинът Марко Андрияши за епископ на Никополската епархия. Поради назначението му за софийски архиепископ през 1725 г., на негово място е въздигнат в епископски сан през 1728 г. Никола Станиславович, братовчед на Филип Станиславов. Поради гонения от страна на турците през 1737 г. Станиславович (резиденцията на когото била в Крайова), заедно с 300 семейства от епархията (около 2000 католици-павликяни), побягват в Банат, където през 1739 г. е назначен за Чанадски католически епископ със седалище в Темишвар (Тимишоара).
През 1751 г. Рим провожда за глава на епархията епископ Никола Пулиези с трима мисионери от конгрегацията на баптистините, основана в Рим през 1750 г. в чест на Св. Йоан Кръстител. С това се поставя началото на ново опит за обновление дейността на католическите мисии в България. През 1767 г. епископ Пулиези е назначен за Дубровнишки епископ и на негово място идва Себастиан Канепа, от същия орден, ръкоположен за епископ в Цариград на 12 юни 1768 г., той не успява да управлява дълго; починал от простуда в с. Ореш през януари следващата 1769 г.
Седем години след смъртта му епископската катедра стои незаета. През 1776 г. за Никополски епископ е ръкоположен Павел Гайдаджийски, наричан още Дуванлията – един от първите българи, завършили висше образование и е един от най-образованите българи през ХVІІІ век. Първоначално епископът установява седалището си в Белене, после в Русе и поради преследването от турците накрая в Букурещ.
С декрет на папа Пий VI от 1781 г. била закрита Българската францисканска провинция и Никополската епархия била поверена на конгрегацията на отците пасионисти. Един от първите монаси – пасионисти е отец Франциск Ферери, който е избран за епископ след смъртта на епископ Гайдаджийски. Едва през 1838 г. по време на епископ Йосиф Молайони местопребиваването на Никополския епископ се връща в България – в Белене.
По време на управлението на епископ Анджело Парси (след 1848 г.) католиците добиват право да строят църкви и в годините между 1852 и 1860 са въздигнати храмовете в павликянските села Лъджене, Ореш и Белене, осветени от него самия. По силата на предписанията за религиозните свободи на Хатихумаюна от 1856 г. в Букурещ биват поръчани и първите камбани в епархията – две за село Белене и по една за Трънчовица и Лъджене. През 1857 г. епископът поръчва още две във Виена, които подарява на село Ореш.
На 19 октомври 1863 г. епископ Антон-Йосиф Плуим, е представител на Никополската епархия на Първия Ватикански събор в Рим. На 20 август 1870 г. за Никополски епископ в Рим е ръкоположен Игнат Феликс Паоли. Неговото управлението е свързано с важни преобразования в структурата на Католическата църква след Освобождението на България.

#### Софийско-пловдивската епархия през XVIII-XIX век
През 1647 г., южнобългарските павликяни окончателно са приобщени към Католическата църква. Макар и да не вземат участие в Чипровското въстание, те също търпят неговите последици. В края на XVII в. в докладите за Софийската архиепископия конкретно се упоменават като католически едва 8 селища, из които се срещали 14 свещеници и монаси. Поради затруднените условия за мисионерска дейност през 1699 г. Софийската архиепископия е превърната в епископия от папа Инокентий XII, чиито наместници са със седалище в Пловдив близо до компактната група вярващи. Също е променено името на Софийско-пловдивска. Едва през 1742 г. положението в епархията започва да се нормализира, когато за епископ е избран Никола Анджелли Радовани от Шкодра, Албания.
През 1759 г. настъпва промяна в статута на Южната епархия – тя добива статут на епископски викариат. За дълбочината на промяната и лошите времена за католиците от Южната епархия през XVIII в. може да се съди и по изнасянето на наместническото средище извън града Пловдив. Според избора на епископ то се установява в някое от околните католически села, най-често в Даваджово. Свидетелство за последователно ограничаваните позиции на Църквата от тия трудни времена е фактът, че за център на епархията от началото на XIX век се утвърдило село Калъчлий (Генерал Николаево). През 1837 г. чумна епидемия е покосила 300 павликяни в Пловдивско. От чума умира и епископ Андрея Тунов.
С грижа за промяна на това положение през 1835 г. Рим поверява управлението на Южната епархия на отците лигуористи (или редемптористи от конгрегацията на Св. Алфонс Лигуори). Като знак за промените към добро през времето на пребиваването на събратята лигуористи (1836 – 1840) трябва да се приема и възвръщането на седалище на епархията в Пловдив. Под ръководството на отец Птачек започнала голямата реформа по въвеждането на грегорианския календар, на мястото на юлианския, който дотогава бил в употребление сред католическата общност в епархията. Ревностният управител успял да наложи да не се работи по празниците, въвел публичните религиозни шествия за големите църковни дни, подел упорита борба срещу лихварството, като лихварите заплашвал с тежки църковни наказания, непримирим бил срещу пиянството и мн. др.
През 1840 г. Светият престол решава в Пловдив да бъде настанена капуцинска мисия. Първите отци капуцини пристигат в Пловдив на 21 март 1841 г. На 15 юли 1843 г. за епископ е ръкоположен мисионерът Андреа Канова. За сполучливото му управление способствали освен неговите личностни качества и сравнително дългият срок на последователна работа в епархията, още и промяната в правната основа на отношението към вероизповеданията в Турция след Хатихумаюна от 1856 г. По негово време били въздигнати пловдивската катедрала „Св. Лудвик“, църквите в павликянските села Балтаджи, Даваджово, Селджиково, Хамбарли и Калъчли. Епископ Канова става и основоположник на католическото просветно дело в епархията. Също епископът откупува местата, съседни на католическата църква в Пловдив и ги отстъпва на католиците да си построят жилища и впоследствие те се разплащат с църквата. Така за кратко време около църквата се формира католически квартал. Той също попечителства купуване на имоти от католиците в селата Коматево и Белозем, където се създават нови енории. По негова инициатива било уредено пребиваването на вицеконсули на Австрия, Франция, Великобритания и Русия в Пловдив; откриването на вицеконсулства на католическите велики сили тук довело престижът на католиците в района очевидно да нарасне.
Негов наследник, също капуцин, e епископ Франческо Рейнауди, ръкоположен през 1868 г. Управлението му съвпадна с най-драматичните в новата българска история събития: епископ Рейнауди е застъпник на въстаници пред властите през 1876 г.; през Руско-турската война организирал медицинска помощ на ранените руси, българи, турци и гърци. Той отказва да изпълни заповедта на Сюлейман Паша да напусне Пловдив заедно със свещениците си, защото градът ще бъде опожарен. Той остава със свещениците си и също насърчава своето папство да не напуска града. За човеколюбивата му дейност през войната бил награден от руския император с орден „Св. Ана“. С поемането на епархията основал семинария и голямо сиропиталище. След освобождението до него се допитвала Европейската комисия по изработването на Румелийския органически устав. Рейнауди е депутат „по право“ в Областното събрание на Източна Румелия и когато областното събрание започнало да работи, на три пъти бил избиран за негов почетен председател.

#### Създаване на Униатската църква
В развитието на процесите на духовна и политическата еманципация на българите през XIX в. пределите на Османската империя, група деятели за църковна независимост и отделяне от юрисдикцията на Цариградския патриаршия стигат до идеята за уния с Рим. Сред основните подбудители на това дело е видният общественик Драган Цанков. Католическата църква от източен обред в България е един от резултатите на борбата на българския народ през XIX век за самостоятелна църква, национална екзархия и културна еманципация от Цариградската патриаршия. Част от българската интелигенция не може да се примири и като най-радикално средство за разрешаване на църковно-народния въпрос вижда приемането на върховенството на католическата църква в Рим.
Така се стига до 18/30 декември 1860 г., когато стотина съмишленици се срещат с папския представител в Цариград, монсеньор Паоло Брунони и му връчват молба, подписана от множество българи, търсещи апостолическо покровителство. Подписан е акт за присъединение към Ватикана, в който се формулират двете основни български искания – самостоятелна църковна йерархия и училища „според началата и системите на едно учение народно“. Към тях изрично се настоява и за запазване на съществуващия източен църковен обред. Това довежда до признаването на българите от Светия престол и Високата Порта за отделна религиозно-народна общност в рамките на Османската империя. След няколко месеца, на 2 април 1861 г. в Сикстинската капела в Рим, архимандрит Йосиф Соколски е ръкоположен за архиепископ и глава на Католическата църква от източен обред на българите лично от папа Пий IX в присъствието на висши духовници, влиятелни политически фигури, дипломатически представители и делегация на присъединените към Рим българи. Униатското движение започва да печели позиции и в други селища, главно в Македония и Тракия. Тези събития бележат началото на историята на Католическата църква от източен обред в България, чието развитие до средата на XX век може да бъде представено в три периода.
Първият обхваща времето от началото до средата на 60-те години на XIX век. Центърът на събитията от това време са усилията да се отстои избрания път. Скоро след ръкоположението си Йосиф Соколски се разкайва за отстъплението си от православието и отпътува за Одеса на 6 юни 1861 г. заедно с Петко Славейков. Оттам той се оттегля в православен манастир – Киевско-Печорската лавра, където прекарва в уединение остатъка от живота си. Тези събития водят след себе си и първата тежка криза в историята на Католическата църква от източен обред в България, проявена в неудържимия отлив от унията на множеството от присъединилите се.
След поредица неуспешни опити да бъде въздигнат висш йерарх, с избора, и сетне с ръкополагането за епископ на 1 ноември 1865 г. на Рафаил Попов, кризата е преодоляна. За епископски център се определя Одрин, началото на управлението на монсеньор Попов може да бъде прието за втори период от историята на Католическата църква от източен обред, който продължава до войните – Балканските (1912 – 1913) и Първата световна война (1915 – 1918). В това време е постигнат разрив с мирските, политическите подбуди за присъединението на българите към Рим и се полагат същинските основи на Католическа църква от източен обред в България.

### След Освобождението
Структурата на Католическата църква в България не съответства на новите политически условия след Освобождението на България. Между 1857 г. и 1883 г. за католическите общности във Варна и Бургас отговаря Трапезундският апостолически викариат на капуцините в Турция.
Към „три вероизповедни елемента“ на Никола Милев, за този период проф. Светлозар Елдъров добавя следните нови корени на католицизма в България
- чужденци, пребиваващи във връзка с индустриализацията и новото строителство; в много от случаите води до създаване на смесени бракове в градовете,
- завръщане в България на компактни групи от наследници на католици-бегълци от Чипровци и от Свищовско,
- преселване на компактни групи от чехи и немци в България.

Тези нови елементи водят до създаване на нови католически енории в градовете и новообразуваните католически села.

#### Никополската епархия след Освобождението
В началото на 1883 г., по времето на папа Лъв XIII, Светия престол променя статута на Никополската епархия; отделя Влашко от юрисдикцията на Никополския епископ и формира самостоятелна архиепископия. За първи Букурещки архиепископ е назначен дотогавашният Никополски епископ Паоли, а духовен глава на вече побраната в политическите граници на княжеството Никополска епархия става епископ Иполит Луи Агосто. Той основава католическа семинария в Русе, с негова помощ са построени катедралата „Свети Павел от Кръста“ в Русе, църквата „Непорочно Зачатие на Дева Мария“ във Варна и храмове в новосъздадените католически села Драгомирово, Бърдарски геран, Гостиля и Асеново.
На 21 май 1915 г. за Никополски епископ е ръкоположен в Рим Дамян Теелен, останал титуляр на Никополската епархия до смъртта си на 6 август 1946 г. и неговото управление е едно от най-плодотворните в историята на епархията. По време на Първата световна война, епископ Дамян Теелен се противопоставя на българските власти да българизира изцяло клира в епархията. Противоречията по въпроса за свещениците се запазват и след войната. Така в средите на местното католическо население се формират две течение: „национални дейци“, които се борят за български свещеници и „доминисти“, заставащи зад епископа. Първото течение е водено от отец Карл Раев със силно развито националистическо чувство. Тези противоречия продължават с години и забавят развитието на епархията в сравнение това на южната. Има много опити на епископ Винкенти Пеев и новоназначения Апостолически визитатор в България Анджело Джузепе Ронкали да посредничат в разрешаване на конфликта.
След смъртта на епископ Теелен на 27 август 1947 г. за епископ е избран д-р Евгений Босилков. От управлението на епископ Дуванлийски в края на XVIII и началото на XIX в. той е първият българин духовен глава на епархията. На 11 ноември 1952 г. епископ Босилков е разстрелян по обвинение от комунистическата власт за участие в „шпионска католическа организация в България“. На 15 март 1998 г. Католическата църква по съществуващия ред в нея провъзгласява монсеньор Босилков за блажен.

#### Софийско-пловдивската епархия след Освобождението
След Освобождението Софийско-пловдивския викарият покрива земи в Княжеството и автономната област Източна Румелия. През 1880 г. отец Роберто Менини е обявен за помощник на епископ Франческо Рейнауди в Пловдив. Успява да овладее български език. През 1885 г., след смъртта на Рейнауди, Менини е повишен в сан архиепископ на Гангрийската архиепископия и става Софийско-Пловдивски викарий. През 1896 г. е построена нова сграда на католическата болница в Пловдив. През 1889 г. е довършена и църквата „Света Йосиф“ в София, а през 1891 г. е открита Клементинската болница в София.. През 1910 г. Менини закупува терени в София за построяване на сиропиталище и училище „Санта Мария“.
По време архиерейското си служене архиепископ Роберто Менини неофициално изпълнява ролята на представител на Католическата църква в България пред българското правителство, тъй като столицата спада към диоцеза на неговата епархия. В началото на 1897 г. архиепископът внася в Министерството на външните работи и изповеданията проект за договор между България и Светия Престол. Проектът съдържа 17 члена и предвижда нова организация на Католическата църква в България като архиепископия със седалище в София и епископски катедри в провинцията. Предложението е съпроводено и с идея за календарна реформа, с която България да приеме Грегорианския календар. Предложенията не са приети.
През 1906 г. архиепископ Менини с одобрението на папа Пий X основава Католически орден „Св. св. Кирил и Методий“. 
Католическите мисионери в България – ръководителят на колежа „Свети Августин“ Жерве Кенар и колегата му Херман Гислер – извършват истински подвиг за България след края на Първата световна война. Без тяхната намеса България е щяла да остане с граница до Стара планина. Цялата южна част на страната е щяла да станат гръцка. Заради техния принос в полза на България цар Борис III след години ги нарича „забравените защитници на България“. Духовниците съдействат за намаляване на репарациите на България от 12 на 2,5 милиарда франка, чрез организиране на мощна пробългарска кампания в навечерието и по време на подписването на Ньойския мирен договор.
През 1916 г. за епископ на викарията е избран българин. Епископ Пеев е въведен в епископски сан на 2 март 1913 г. Той е духовно израснал в традициите на обществото на отците капуцини. По негово време представители на католическата интелигенция в България се събират на конгрес в София и решават да издават католически орган. На 8 май 1924 година е издаден първият брой на вестник „Истина“ на български език.. Католическият печат по време на неговото управление изживява своя разцвет. Безспорна заслуга за това има издателството „Добър печат“ ръководено от отец д-р Дамян Гюлов. Изданията му – седмичника „Истина“, годишния календар „Св. св. Кирил и Методи“ и десетки книги се ползват с много добър прием сред католическото население. Отец Козма Гюлов прави постъпки в началото на 40-те години ХХ век с присъединяването на Южна Добруджа към България като предлага правителството да уреди землища за заселване на нови католически села там, поради прекомерното разрастване на католическите села около град Пловдив.
Чирпанското земетресение поразява жестоко и католиците в Пловдивско. Църквите, училищните сгради, болниците в Генерал Николаево и Пловдив и много частни домове са изцяло или частично разрушени. Със средства отпуснати от Ватикана като помощ за пострадалото от земетресението католическо население в Пловдив и селата наоколо арх. Камен Петков проектира нови църкви в селата Генерал Николаево, Секирово, Белозем, Парчевич и Борец.
Следващият апостолически наместник на Софийско-Пловдивския викариат е епископ Иван Романов – дългогодишен капелан на цар Фердинанд. Неговото архиерейско служене съвпада с един от най-трудните периоди на Софийско-Пловдивската католическа общност – разрушаването на църквата „Свети Йосиф“ и сградите на католическите колежи в София от бомбардировките над София през Втора световна война, отчуждаването на католическите имоти от новата народна власт, изолацията на католическата църква и съдебните процеси срещу католически свещеници в България. През декември 1952 г. 74-годишният епископ е осъден на 12 години затвор от новата комунистическа власт и умира в затвора два месеца след това.

#### Униатството след Освобождението
Берлинският договор (1878) не засяга източнокатолическото население, останало в своята цялост главно в етническите земи на българите в границите на Османската империя. Но ръководството на духовните дела от един център вече е неефективно поради разстоянията и несигурните пътища в империята. Налага се през 1883 г. Македония и Тракия да бъдат разделени на две отделни в административното си управление църковни области с отделни епархии – Македонски български апостолически викариат и Тракийски български апостолически викариат, а за представителството на Католическа църква от източен обред в Цариград Рим предвижда и архиепископ на новообразуваната Цариградска българска архиепархия. За архиепископ със седалище в Цариград е назначен наследилият епископския престол на монсеньор Попов, монсеньор Нил Изворов. За Тракия и България, със седалище в Одрин, като титулярен Хевронски епископ и апостолически наместник е назначен монсеньор Михаил Петков, а за апостолически наместник на Македония – монсеньор Лазар Младенов със седалище в Солун. Назначените епископи на Тракия и Македония са първите католически владици с католическо богословско образование и възпитание.
Войните и непосредствено следвоенните години са време на тежки изпитания и затова те бележат началото на трети период от историята на Католическата църква от източен обред, който свършва с края на Втората световна война и установяването на комунистическия режим в България. Източно-католическата църква е изправена пред ново устрояване, което променя изцяло насоките на дотогавашното ѝ развитие.
Кризата в Католическата църква от източен обред идва като следствие на войните – бежанците българокатолици от Тракия и Македония се разпръсват сред православното население в България. Тежки затруднения възникнат от уреждането на юридическия статут на Католическата църква от източен обред в пределите и според законите на българската държава, уреждането на пространството на нейния диоцез, статутът на нейното духовенство и българското му поданство, законоположенията за въздигане на източнокатолическите храмове и пр.
Основна заслуга за стабилизирането и устрояването на църквата в пределите на българската държава и преодоляването на кризата имат усилията на българското източнокатолическо духовенство, както и помощта на Рим. През 1921 г. като пратеник на Източната конгрегация архиепископ Исая Пападопулос подпомага подетото административно преустройство в новите условия, според което трите епархии от Турция – Цариградска, Одринска и Солунска – се закриват и се образува една със седалище в София. С негова помощ и с помощта на папа Бенедикт XV през 1922 г. започва изграждането на софийската източнокатолическа църква „Успение Богородично“ и енорийския дом като интеграционен център на униатите в България.
На 25 април 1925 г. като апостолически делегат в България пристига монсеньор Джузепе Анджело Ронкали, бъдещият „български“ папа Йоан XXIII – личност, с чието име, усилия и дейност се свързва преодоляването на тежката криза, най-вече с помощта по избора на авторитетен и обединяващ католиците от източен обред духовен глава.
Начело на униатската църква е възведен монсеньор Кирил Куртев, едно от най-ярките имена в нейната история за времето на цялостното ѝ съществуване. Епископ Куртев е роден на 18 юли 1891 г. в с. Дрипчево, (Свиленградско). На 5 декември 1926 г. в Рим той е ръкоположен за титулярен Бриулитански епископ и апостолически екзарх на католиците от източен обред в България. Много важно за разбиране на неговото място в тази история и новия етап от историята на униатската църква е първото му епископско послание от април 1927 г.
Конференция на католиците от източен обред се провежда на 29 май 1929 г. в Ямбол. В нея вземат участие делегати от енориите в 16 селища. Работата на конференцията е открита от архиепископ Ронкали. Основният резултат от конференцията е очертаването на организационните принципи за сдружаване на католиците от източен обред в България.

### След Втората световна война
До завършване на преговорите на Парижката мирна конференция новите власти в България използват връзки на Католическата църква в България за постигане на изгодни условия. Архиепископ Ронкали оказва подкрепа на българската делегация за преговорите на конференцията. През есента на 1946 г. Кимон Георгиев, Васил Коларов и тогавашният директор на френския колеж в Пловдив отец Озон Дампера го посещават в Апостолическата нунциатура в Париж. Същевременно той използва връзки и своето влияние да неутрализира антибългарската пропаганда и апетитите на Гърция.
След това се започва кампания за затваряне на католическите болници, сиропиталища, колежи и отчуждаване на имотите на църквата. По докладна записка до министър-председателя на Народна република България от пълномощен министър в Министерство на външните работи от 9 април 1948 г. структурата на Католическата църква в България включва:
- Епископи - 3
- Енории - 54
- Църкви - 71
- Свещеници - 133
- Миряни - 56 656

На 23 февруари 1949 г. българското правителство, в лицето на министъра на външните работи Васил Коларов, обявява дипломатическите отношения между Народна република България и Ватикана за несъществуващи.

#### Католически процеси
Комунистическият режим поставя рязка граница в историята на католическата църква в България. През 1950 – 1952 г. срещу повече от 57 души, сред които висшето духовенство, свещеничеството и миряни от католиците от двата обреда, са организирани съдебни процеси по обвинение в участие в „шпионска и заговорническа католическа организация“. Процесът завършва с шест смъртни и множество други присъди с големи срокове затвор. На 12 март 1953 г. Президиумът на Народното събрание издава поверителен указ № 88, по силата на който са конфискувани всички все още останали имоти на Католическата църква с изключение на храмовете, дворните места и намиращите се в тях постройки. Така са отнети 188 недвижими имота – сгради, дворове, ниви, ливади, овощни и зеленчукови градини, лозя и пр. За нито един от тях не е платено обезщетение.

#### По време на тоталитаризма
Чуждестраните мисионери са изгонени от България. Малкото останали български свещеници след репресиите от 50-те години на ХХ век са застаряващи. Църквата има нужда от нови, млади кадри. Официалните връзки с Ватикана са прекратени, останалите църковни сгради и църкви имат нужда от ремонт. Всичко, което е направено през този труден период, е в резултат на усилията на енорийските свещеници по места, с активната помощ на местното население. Официалната власт се опитва да се намеси в избора на нови епископи. След смъртта на Иван Гаруфалов през 1951 г. епископ Кирил заема отново поста Апостолически екзарх на българите католици от източен обреди. След процесите срещу Католическата църква Кирил Куртев остава единственият висш католически йерарх в България. Той се грижи не само за униатската общност, но и за католиците от западен обред в Никополската и Софийско-Пловдивската епархия. Ръкополага Симеон Коков за епископ на Софийско-Пловдивската епархия през декември 1960 г. Епископ Кирил Куртев участва в работата на Втория ватикански събор.
След 1975 г. настъпва известно разведряване в отношенията между Католическата църква и официалната власт в България. На 25 юни 1975 г. официална българска делегация е приета от папа Павел VI. От 22 до 29 октомври 1975 г. в България пребивава секретарят на Конгрегацията за източните църкви Марио Брини в състава на делегация във връзка с възстановяването на епископските права на Богдан Добранов и назначаването му за администратор на Софийско-Пловдивската епархия. На 26 октомври 1975 г. архиепископ Марио Брини ръкополага отец Васко Сейреков за Никополски епископ в катедралата „Свети Лудовик“ в Пловдив.
От 3 до 10 ноември 1976 г. на посещение в България е кардинал Агостино Казароли, за да се запознае с положението на католическите общности. Той посещава и трите епархии. В състава на делегация е включен и отец Георги Елдъров. Като резултат от затоплянето на отношенията, на някои новоръкоположени свещеници им е разрешено да продължат образованието си в Рим.
През 1979 г. папа Йоан Павел II реорганизира Католическата църква в България и основава Софийско-Пловдивска епархия на мястото на викариата.
На 29 юни 1987 г. на посещение в България е архиепископ Франческо Коласуоно, апостолически нунций със специални задачи при Ватикана. По време на посещението му, българските власти дават съгласието си папа Йоан Павел ІІ да назначи за апостолически администратор на Софийско-Пловдивската епархия 38-годишния отец Георги Йовчев – най-младият по това време католически епископ в Европа.

#### След тоталитаризма
След падането на комунистическия режим на 10 ноември 1989 г. част от недвижимо имущество на католическата църква в България е възстановено със специален Закон за възстановяване собствеността върху конфискуваните с Указ № 88 на президиума на Народното събрание от 1953 г. (необнародван) недвижими и движими имоти, принадлежащи на католическата черква в пределите на Народна република България. Собствеността на сградите на католическите колежи и болници не е възстановена. В България започва да действа Междуобредна епископска конференция – ръководното тяло на Католическата църква в България, състоящо се от епископите на католически епархии и включващо в състава си епархиите с латински и източен обреди. През декември 1991 г. започва да излиза продължителят на идеите на в-к „Истина“ – вестник „Истина-Veritas“. През 1993 г. е създадена благотворителна организация „Каритас България“.
По време на апостолическото поклонничество на папа Йоан Павел II в България в периода 23 – 26 май 2002 г. той полага основния камък на нова катедрала „Свети Йосиф“ в София на същото място, където е била старата и освещава статуята на свети папа Йоан XXIII. Папата също посещава катедралата „Успение Богородично“ в София, където се срещна с представители на духовенството и миряните от екзархията. Тук папата коронясва иконата на „Света Богородица Ченстоховска“, която от близо 100 години е изложена за молитвено почитание в епархийното светилище на екзархията в Малко Търново. На следващия ден на централния площад в град Пловдив папата отслужи тържествена света литургия, на която обяви за блажени отците успенци Камен Вичев, Павел Джиджов и Йосафат Шишков, след това се срещна с млади българи в катедралния храм „Свети Лудвиг“.
На 17 декември 2013 г. апостолическият екзарх и председател на Епископската конференция на Католическата църква в България Христо Пройков освещава българската мозаечна икона „Св. Богородица – Врата небесна“ в двора на базиликата „Благовещение“ в Назарет.
В резултат индустриализацията и урбанизацията в България много от българските католици мигрират в големите градове. В края на XX и началото на XXI в. се създават нови и възстановяват преди това съществуващи католически енории в големите български градове – Видин, Враца, Плевен, Левски, Габрово, Шумен, Хисаря, Казанлък и Стара Загора.
По време на апостолическо поклонничество на папа Франциск в България в периода 5 – 7 май 2019 г. той посещава София и град Раковски. Освен с българските държавници, папата се среща с българския патриарх Неофит I и Светия синод.
В София папата се моли пред иконостаса на Св. св. Кирил и Методий в Храм-паметник „Свети Александър Невски“, участва в неделната молитва „Царица Небесна“на площад Княз Александър I, посещава бежански център и участва заедно с представители на различни религиозни вероизповедания и български държавници в събитие за мир на площад „Независимост“.
В град Раковски води тържествена света литургия с първо причастие на 242 деца от всички католически енории от Северна и Южна България в църквата „Пресвето сърце Исусово“, има обяд с българските католически епископи в манастира на сестрите Францисканки и накрая се среща с католическата общност в църквата „Свети Архангел Михаил“.
На 11 октомври 2019 г. папа Франциск издига апостолическата екзархия (по източния обред) в Софийска епархия „Свети Йоан XXIII“. На 17 януари 2021 година отец Румен Станев е ръкоположен за титулярен епископ на Симидика в софийската съкатедрала „Свети Йосиф“ от софийско-пловдивския епископ Георги Йовчев, в съслужие с източнокатолическия български епископ Христо Пройков и скопския епископ Киро Стоянов. На ръкополагането присъстват президентът Румен Радев, председателят на Народното събрание Цвета Караянчева и апостолическият нунций в България архиепископ Анселмо Пекорари. На 19 март 2021 г. в Русенската катедрала „Свети Павел от Кръста“ отец Страхил Каваленов е ръкоположен за никополски епископ от архиепископ Анселмо Гуидо Пекорари, в съслужие с епископ Георги Йовчев и епископ Христо Пройков.
На 17 октомври 2021 г. Aпостолическият нунций в България архиепископ Анселмо Пекорари в съслужие на епископа на Софийско-Пловдивската епархия Георги Йовчев, епрископа на Софийска източно-католическа епархия Св. Йоан XXIII Христо Пройков и епископа на Никополската епархия Страхил Каваленов предстоятелства тържествената светата литургия в катедралния храм „Свети Лудвик“ в Пловдив, с която е открит Синодалния път за Католическата църква в България. С това католиците в България се присъединяват към всички структури на католиците по света към откриването на Синода, чиято заключителна фаза ще бъде в Рим през октомври 2023 г. В този синод за първи път миряните са призовани да участват активно в първата му фаза.
- Среща на президента Румен Радев с Негово Светейшество папа Франциск
- Aпостолическият нунций в България архиепископ Анселмо Пекорари с българските епископи след литургия на 17 октомври 2021 г. в Пловдив.

На 22 октомври 2022 г. кардинал Леонардо Сандри - префект на Конгрегацията за Източните църкви открива в София българското католическо радио „Аве Мария“, което започва да излъчва предаванията си поточно през различни услуги в Интернет. 

## Католическа книжнина в България
Католическата книжнина в България е част от българската литература. Към тази литература се отнасят религиозни литературни произведения и литературни произведения на светски теми, написани от българския католически клир. В нейната основа стои католическата пропаганда, но значителна част от литературните творби я надхвърлят и заемат достойно място в българската национална литература.

## Католически училища по българските земи
Първите католически училища са създадени в Чипровци и Трънчовица през XVII в. През втората половина на XIX и първата половина на XX век в България възникват католически училища покриващи всички степени на обучение от детска градина до гимназия. Католическите училища в България са закрити през 1948 г.

## Обучение на католическия клир
Първите български католически свещеници получават образованието си в „Илирийския колеж“ в Лорето и в „Климентския колеж“ в Рим през XVII век. По това време в турските документи българите са били записвани със собственото име и с името на бащата (фамилното име не е съществувало). В колежа българите са били регистрирани с фамилия съставена от бащиното име с наставка „-ич“ (подобно на хърватите). По-късно българският католически клир е обучаван в други институции на Конгрегацията за пропаганда на вярата в Рим. През XVII и XVIII в. над 80 български младежи учат в католически семинарии в Италия и завършват висше духовно и философско образоване в италиански колежи.
През XIX век се създават и съществуват за кратко или за по-дълго католически семинарии в Пловдив (Католическа семинария), Сан-Стефано (днес квартал на Истанбул), Чопля (днес квартал на Букурещ), Русе, Свищов, Одрин, Солун (Солунска българска семинария) и Цариград. В тях се обучава българското католическо свещеничество. По-висока степен на образование монасите получават в Ориенталския капуцински институт в Буджа (днес квартал на Измир в Турция).
След Първата световна война семинариите останали извън територията на България са затворени или са преместени в България. Така възникват и съществуват до 1950 г. семинариите в Ямбол, Стара Загора и Пловдив, които основно обучават свещеници по източно-католическото вероизповедание. Обучението на католическия клир по латинския ритуал е основно в Италия. По-висока степен на образование духовниците получават във висши богословски училища в Италия и Франция.

## Католически ордени по българските земи
Католическият клир в България се състои от мирско духовенство и мисионери от монашески католически ордени. Свещениците, който принадлежат на конкретната епархия се наричат мирски свещеници. Монашеските католически ордени имат специфична насоченост – мисия заради която общността е създадена. Често мисията е отразена в девиза (мотото) на ордена. През вековете в България са действали над 20 католически ордена с различни мисии – образование, здравеопазване, социално подпомагане и др. Много от водачите на български католици са духовно израснали в редиците на католически монашески ордени – епископ Петър Богдан е францисканец, епископ Пеев – капуцин, епископ Босилков – пасионист и др.
По времето на тоталитаризма чужденците-членове на католическите ордени са изгонени от България. На българите-членове на ордените им е било забранено да приемат нови членове в своите редици. Не им е разрешавано да развиват дейности извън църквите и манастирите. С годините членовете на монашеските ордени в България намаляват.
След промените през 1989 г. много от традиционните за България католически ордени възобновяват своите мисии в българските католически общности.

## Архитектура на католическите храмове в България
Архитектурата на сградите на католическите храмове и другите католически институции по българските земи е под влиянието на еволюцията на църковното и гражданско строителство в Европа и под въздействието на строителството на източноправославни храмове в България. Архитектурата на католическите храмове в България имат ярко изразени стилове – неоготически стил, неокласицизъм, барок, модернизъм и постмодернизъм.

## Стилове на декорация на католическите храмове в България
В миналото вътрешните декоративни особености на католическите катедрали и големите енорийски църкви в България са следвали внимателно замислена схема, която обикновено е започвала от входа и се е развивала във вътрешността до достигане на олтара, но тази унифицирана схема избледнява при модерния и особено при пост-модерния архитектурни стилове. Срещаните стиловете на декорация на католическите храмове в България са основно два вида – „Библия за миряните“ и „Модернизъм“.

## Високо издигнати българи при Ватикана
Отговорни постове към Светия престол са заемали следните български католици:
- проф. Йосиф Гагов – дългогодишен преподавател в Папския богословски факултет „Серафикум“ и основател на българската секция на радио „Ватикана“.
- архимандрит Георги Елдъров – най-високо издигнатият български католик при Ватикана, участва в работни групи на Втория ватикански събор.
- монсеньор Йовко Пищийски – дипломат при Ватикана.

## Галерия
- Мемориална плоча на свети Папа Йоан XXIII на едноименната улица в град Несебър
- Статуя на свети Папа Йоан-Павел II пред катедралата „Свети Лудвиг“ в Пловдив

- Мемориални плочи на сградата на катедралата „Успение Богородично“ в София